# Anselme Riedlé

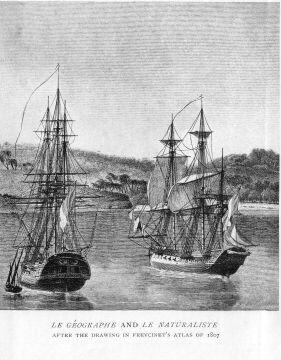
Le Géographe et Le Naturaliste.

Anselme Riedlé (né à Irsee en Bavière en 1765 et mort à Timor le 21 octobre 1801 ou 29 vendémiaire an X) est un jardinier français qui participa à l'expédition vers les Terres australes que commanda Nicolas Baudin au départ du Havre à compter du 19 octobre 1800. Installé à bord du Géographe durant ce voyage d'exploration scientifique, il était auparavant premier garçon au Jardin des plantes de Paris.

## Biographie
Riedlé fait partie d'un voyage précédent que Baudin commande aux Antilles et à Porto Rico sur la Belle-Angélique (1796-1798). Les deux hommes tissent des rapports d'amitié et de respect mutuels. Riedlé fait partie de l'expédition Baudin vers la Nouvelle-Hollande (aujourd'hui Australie), avec cinq jardiniers sous ses ordres et herborise au passage à Tenerife, à l'île de France (aujourd'hui île Maurice), le long des côtes sud et ouest australiennes et à Timor. Il collecte plus de 160 espèces inconnues. Il meurt d'une dysenterie foudroyante à Coupang, le 21 octobre 1801. Il est enterré avec les honneurs: les vergues des deux corvettes sont mises en bataille et les pavillons de poupe hissés à mi-mâts dès l'annonce de sa mort. Le lendemain, jour de l'enterrement, chaque bâtiment doit tirer du canon de demi-heure en demi-heure de l'aube, jusqu'au retour des troupes des funérailles. Le corps du botaniste David Nelson qui faisait partie d'une expédition précédente y est aussi inhumé. L'enterrement se fait à huit heures du matin en présence du gouverneur hollandais, avec un détachement de quinze hommes de troupe de la Compagnie, les notabilités de la petite ville et les équipages. Profondément affecté, Baudin dessine lui-même le tombeau de Riedlé. Il ne peut assister à l'enterrement, car il est victime d'un accès de fièvre et se fait représenter par le capitaine Hamelin. Au retour, les officiers du Géographe (à l'exception de MM. Le Bas de Sainte-Croix et Heirisson en mauvais termes avec le commandant Baudin) viennent présenter leur condoléances au commandant. Il confie les clefs de la chambre et des effets de Riedlé à son ami le zoologiste Maugé.
Ses collections font partie du muséum d'histoire naturelle de Paris.